# Таможенная пристань в Венеции (картина Каналетто)
«Таможенная пристань в Венеции» (итал. La dogana a Venezia) — картина итальянского живописца Каналетто (1697—1768), мастера архитектурного пейзажа — ведуты. Создана примерно между 1724 и 1730 годами. Хранится в коллекции Музея истории искусств в Вене (инв. №GG 6331).

## Описание
Полотно происходит из серии ведут, которые были приобретены в 1740 году принцем Иосифом Венцлавом Лихтенштейнским. Картина была приобретена музеем в 1918 году.
На ведуте изображена таможенная пристань Пунта-делла-Догана в Венеции, с противоположной стороны остров Джудекка и церковь Ле-Дзителле (приписывается архитектору Андреа Палладио). Цвет, нанесенный мелкими прикосновениями белого и охры, создает чистое и рассеянное солнечное освещение. Благодаря мастерскому владению техникой художник воспроизводит многообразие и красоту архитектуры, прозрачность воды и неба, захватывая своей живописью, которая передает глубину пространства, безупречную перспективу и идеальное освещение в духе просветительских идей.
В картине Каналетто достигает необычного эффекта восприятия: точка стыка в перспективе на горизонте не отдаляет дворцы, каналы, а будто подталкивает их на передний план к зрителю. Вместе с этим атмосфера лагуны, размывающая контуры вещей, создает рассеянное освещение.

## В филателии
11 сентября 2020 года Österreichische Post выпустила почтовую марку Австрии «Антонио Каналь, изв. как Канелетто — „Таможенная пристань в Венеции“» (нем. Antonio Canal, gen. Canaletto – Die Dogana in Venedig), посвящённую картине, с номиналом 2,10 евро и тиражом 150 000 экземпляров.